# Eduard Dittler
Eduard Dittler (* 1875 in Hildmann/Panowka im Wolga-Gebiet; † nach 1930 in der Sowjetunion) war ein deutsch-russischer römisch-katholischer Geistlicher und Märtyrer. 

## Leben
Eduard Dittler stammte aus einer wolgadeutschen Familie im Bistum Tiraspol. Er studierte Theologie am Priesterseminar Saratow und wurde 1897 zum Priester geweiht. Ab 1914 war er Pfarrer in Seelmann. 1930 wurde er verhaftet, verurteilt und in ein Straflager gebracht. Seitdem ist er verschollen.

## Gedenken
Die Römisch-katholische Kirche in Deutschland nahm Pfarrer Eduard Dittler als Märtyrer in das deutsche Martyrologium des 20. Jahrhunderts auf.